# Monte Lema
Der Monte Lema ist ein 1619 m ü. M. hoher Berg in der Tambogruppe auf der Grenze zwischen der Lombardei (Italien) und dem Kanton Tessin (Schweiz) oberhalb der Orte Miglieglia und Astano. Von Miglieglia führt eine Seilbahn zum Gipfel.

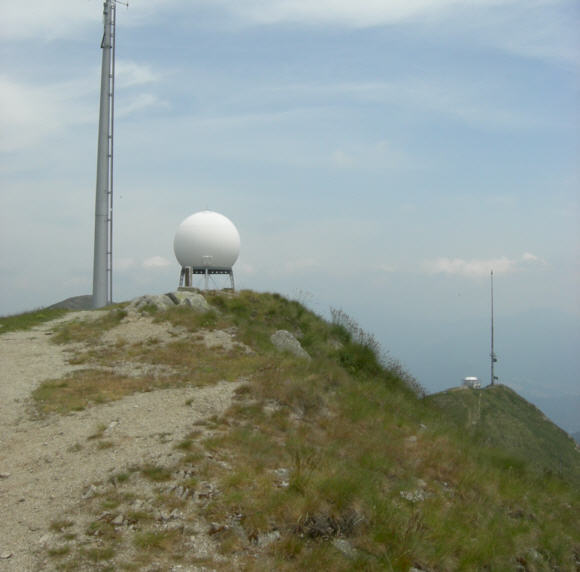
Gipfelregion des Monte Lema. Im Vordergrund die runde Meteoradarstation bzw. die Flugfunkempfangsstation und im Hintergrund die Flugfunksendestation (2006).

Werner Friedli: Monte Lema mit Monte Gambarogno im Hintergrund, historisches Luftbild (1954)

Neben der Bergstation sind in der Gipfelregion ein Bergrestaurant, eine Sternwarte und (seit 2011) eine Wetter-Radar-Station von MeteoSchweiz zu finden.
Vom Gipfel hat man eine umfassende Rundsicht auf die umliegenden Berge des Südtessins, auf den Luganersee und den Lago Maggiore. Die Bergregion ist für Wanderer durch ein markiertes Wegenetz von 80 Kilometern erschlossen.
Die Gipfelregion wird auch von Gleitschirmfliegern, Mountain-Bike-Fahrern sowie von Modellfliegern häufig frequentiert.
Ein Projekt zum Bau einer Standseilbahn von Pazzo (Novaggio) zur Alp Cavellera erhielt 1914 eine Konzession.